# Takumi Yamazaki
Takumi Yamazaki  (山崎 たくみ?, Yamazaki Takumi), nato Isao Yamazaki (山崎 功?, Yamazaki Isao) (Tokyo, 14 aprile 1964) è un doppiatore giapponese, affiliato con la Production Baobab. Fra i suoi ruoli principali Isamu Alva Dyson in Macross Plus, George de Sand in Mobile Fighter G Gundam, Seiuchin in Kinnikuman, Aries Mu in Saint Seiya: Hades Chapter e Nijima in Kenichi.

## Ruoli principali

### Anime
- Wiseman e Harald Hoerwick in .hack
- Naobi/Yata in .hack//Roots[2]
- Doctor West in Demonbane
- Hanemaru in Flame of Recca
- Joe Hayakawa in Final Fantasy: Unlimited
- Bansai Kawakami in Gintama
- George de Sand in G Gundam
- Roybea Loy in Gundam X
- Incognito in Hellsing
- Juromaru e Kageromaru in InuYasha
- Seiuchin in Kinnikuman Nisei
- Isamu Alva Dyson in Macross Plus
- Ferio in Magic Knight Rayearth
- Tatsuhiko Shido in Nightwalker
- Izawa in Ping Pong Club
- Conrad in Rune Soldier
- Aries Mu ne I Cavalieri dello zodiaco - Saint Seiya - Hades
- Kunihiko Kimishima in s-CRY-ed
- Haruo Niijima in Shijō Saikyō no Deshi Kenichi
- Jillas Jillos Jilles in Slayers Try
- Miki in Initial D
- Saburou Hachiya, Shuusaku Komatsuda in Nintama Rantarou
- Kayneth El-Melloi Archibald in Fate/Zero
- Ungaro in Le bizzarre avventure di JoJo: Stone Ocean
- Cesare in A tutto goal

### Videogiochi
- Kumagoro in Jumping Flash!
- Ferio in Magic Knight Rayearth
- Gangas in Dragon Force II: Kamisarishi Daichi ni
- Yata in .hack//G.U.
- Ocelot in Metal Gear Solid 3: Snake Eater e Metal Gear Solid: Portable Ops
- Lemres in Puyo Puyo Fever 2
- Archibald Grimms in Super Robot Wars Original Generations
- Emperor Peony IX in Tales of the Abyss
- Tilkis Barone in Tales of the Tempest
- Leinors in Tales of Destiny (PS2 Remake)
- Hayato Nekketsu in Rival Schools: United by Fate e Project Justice: Rival Schools 2
- Marin Reigan in Super Robot Wars Z
- Jotaro Kido/Blaster Kid in Super Robot Wars Alpha Gaiden/GC/NEO
- Nicole:Premier in Togainu no Chi
- Durga in Anarchy Reigns
- Kayneth El-Melloi Archibald in Fate/hollow ataraxia e Fate/Grand Order
- Amidatty in Final Fantasy Crystal Chronicles Remastered
- scagnozzo in Fitness Boxing: Fist of the North Star